# Max Bacon
Max Bacon és un cantant de rock britànic. Fou el cantant principal del grup del rock de 1980s GTR així com Burn the Sky, Moby Dick, Nightwing, Phenomena, i Bronz. Fou el vocalista en el single de GTR que assolí el Top 40 sol, "When the Heart Rules the Mind" i en l'àlbum de debut autotitulat GTR.
L'àlbum de Bacon sol de 1996 The Higher You Climb incloïa material de GTR. Més tard va ser el cantant principal en "Going, Going, Gone" cançó pertanyent a l'LP de versions de Bob Dylan editat per Steve Howe el 1999 amb títol Portraits of Bob Dylan.
Bacon va cantar la lletra de "Magic Touch" per a la versió comercialitzada als EUA d'Islands (1987 Mike Oldfield). Aquesta versió fou co-produïda per Geoff Downes, també productor de GTR. En 2002 un altre àlbum en solitari, From the Banks of the River Irwell, va ser presentat, contenint algun material compost per Downes prèviament interpretat Asia durant l'època de John Payne.
Bacon aparegué com a concursant en l'espectacle de talents d'ITV New Faces, presentat per Marti Caine amb Chris Tarrant i Nina Myskow. com a jutges. Bacon va a la final de 1988 i va actuar fent una versió de "The Hunter", però no va guanyar. Cap esment no es va fer en l'espectacle del seu anterior èxit amb GTR .
Bacon subsegüentment va deixar el negoci de música i va agafar la propietat d'un pub anomenat The Crown en Knaresborough, Yorkshire Del nord, Anglaterra. Max ara posseeix i gestiona El Wheatsheaf pub en la petita ciutat d'Egremont en West Cumbria.
En Bacon es reuní amb la seva antiga banda Bronz per tocar en el festival Hard Rock Hell en Gal·les dins novembre 2011.

## Discografia

### Moby Dick
- 1982: Can't Have My Body Tonight (single, Ebony Records)[6]

### Feina en solitari
- 1995: The Higher You Climb (1995) Amb Geoff Downes, Steve Hackett, Steve Howe, etc.[7]
- 2002: From the Banks of the River Irwell - Amb Geoff Downes, Mike Oldfield, Scott Gorham, Phil Spalding, Michael Sturgis, etc.[8]

### Nightwing
- 1983 Stand Up and Be Counted [9]
- 1984 My Kingdom Come [10]

### Bronz
- 1984: Taken by Storm [11]

### GTR
- 1986: GTR[12]
- 1997: King Biscuit Flower Hour Presents GTR (Viu)[13]

### Phenomena
- 1987: Dream Runner [14]

### Mike Oldfield
- 1987: Islands[15]
- 1989: Earth Moving [16]

### Steve Howe
- 1999: Portraits of Bob Dylan[17]